# Rivula dubiosa
Rivula dubiosa là một loài bướm đêm trong họ Erebidae.